# Malta ved sommer-OL 2008
Malta deltog ved Sommer-OL 2008 i Beijing som blev arrangeret i perioden 8. august til 24. august 2008. 

## Medaljer
| 2008 Beijing | Guld | Sølv | Bronze | Total |
| Malta        | 0    | 0    | 0      | 0     |